# Желязна корона
Желязната корона (Corona Ferrea) е короната на лангобардските крале от Лангобардско кралство в Италия.
Короната е направена през началото или през втората половина на 9 век. Представлява златен кръг, емайлиран в зелено и украсен с 22 скъпоценни камъка. В нея се намира един гвоздей от Кръста Господен, затова и името „желязна“. Според легендата този гвоздей е принадлежал първо на Константин Велики, който го получил от майка си Света Елена, която открила кръста.
Короната днес се намира в базиликата „Duomo di Monza San Giovanni Battista“ Йоан Кръстител в Монца, Северна Италия.
Владели, които са короновани с Желязната корона за крал на Италия:
- Карл Велики (800)
- Конрад II (1024)
- Конрад III (1128)
- Фридрих Барбароса (1155)
- Хайнрих VI
- Хайнрих VII(1311)
- Карл IV (1355)
- Карл V (1530)
- Наполеон I (1805)
- Фердинанд I от Австрия (1838, последният носител)